# مکرم المیساوی
مکرم المیساوی (انگلیسی: Makrem Missaoui؛ زادهٔ ۱۴ فوریهٔ ۱۹۸۱) بازیکن هندبال اهل تونس بود.